# François Crépin
François Crépin (30 d'octubre 1830, Rochefort, Bèlgica - 30 d'abril 1903, Brussel·les) fou un important botànic i especialista en fòssils del s. xix.
Va fundar un viver a Gant, Bèlgica; i va ser director del Jardí Botànic Nacional de Bèlgica.

## Obra
- Manuel de la Flore de Belgique. 1860 (reeditat 1916)
- Les Characées de Belgique, 21 pàg. 1863
- Primitiae monographiae Rosarum: matériaux pour servir à l'histoire des roses. 1869–1882
- La nomenclature botanique au congrès international de botanique de Paris, 1867
- Description de deux roses et observations sur la classification du genre Rosa, 1868
- Manuel de la flore de Belgique, 5ª ed. 1884[2]

## Honors

### Epònims
Gèneres
- - (Araliaceae) Crepinella (Marchal) ex Oliver[3]
- (Asteraceae) Crepinia Rchb.[4]

Espècies
- (Polygalaceae) Monnina crepinii Chodat ex T.Durand & Pittier[5]
- (Rosaceae) Rosa crepinii Miégev. ex Crép.[6]

## Font
Traducció dels articles en llengua anglesa i alemanya de Wikipedia.
- Zander, R; Fritz Encke, Günther Buchheim, Siegmund Seybold (eds.). 1984. Handwörterbuch der Pflanzennamen. 13. Auflage. Ulmer Verlag, Stuttgart, ISBN 3-8001-5042-5
- Breu biografia a home.scarlet.be